# Sozialgericht Duisburg

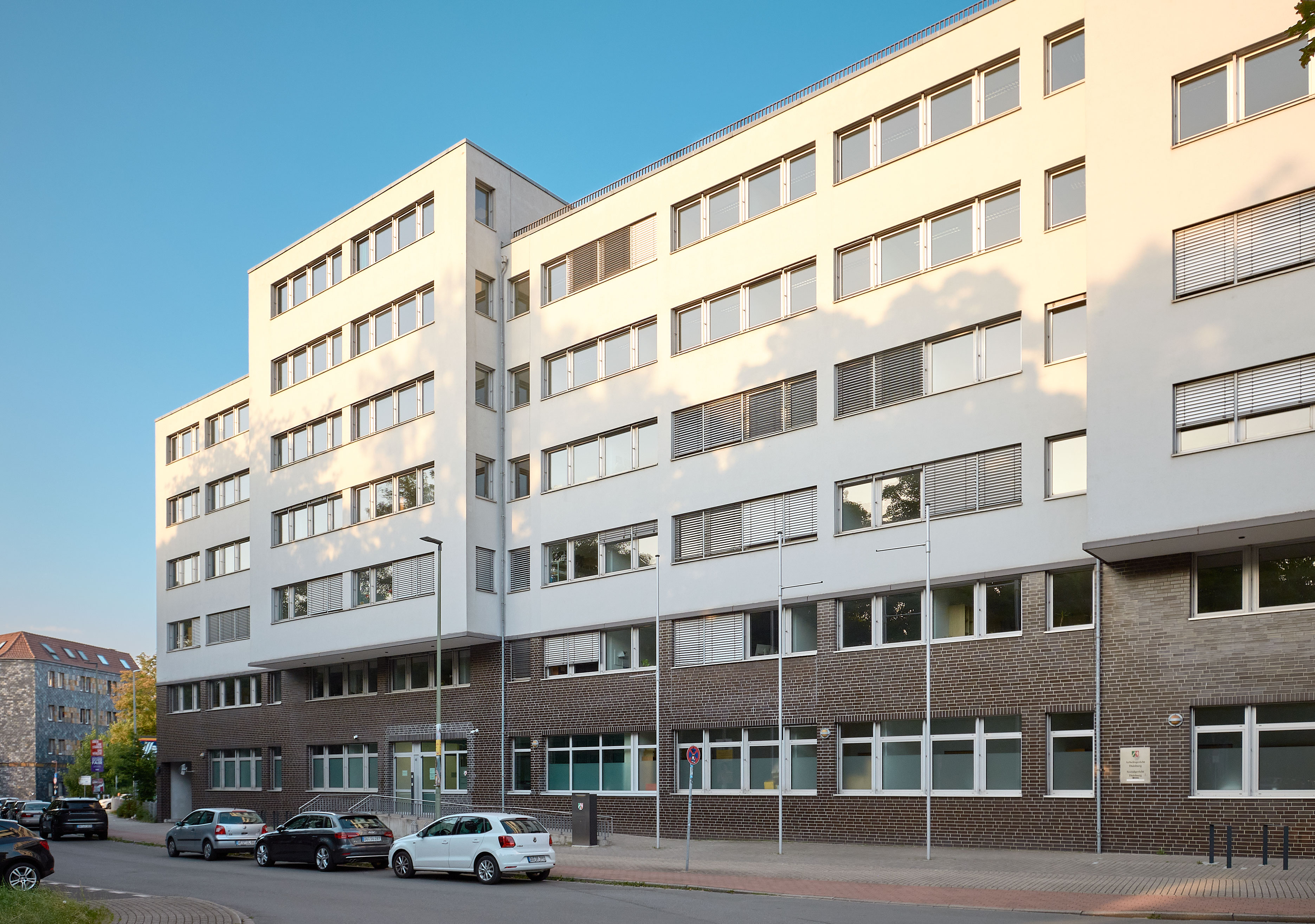

Das Sozialgericht Duisburg ist ein Gericht der Sozialgerichtsbarkeit. Das zum 1. Juni 1959 errichtete Gericht ist eines von acht Sozialgerichten in Nordrhein-Westfalen und hat seinen Sitz in Duisburg.

## Gerichtsgebäude
Nachdem das Sozialgericht Duisburg vom 23. September 1980 bis zum 30. November 2024 in der Mülheimer Straße 54 ansässig war, befindet sich das Gerichtsgebäude seit dem 1. Dezember 2024 in der Aakerfährstraße 40. Im selben Gebäude befindet sich auch das Arbeitsgericht Duisburg.

## Gerichtsbezirk  und übergeordnete Gerichte
Das Sozialgericht Duisburg ist örtlich für die Städte Duisburg, Essen, Mülheim an der Ruhr und Oberhausen sowie die Kreise Kleve und Wesel zuständig. Es hält in Essen, Geldern, Kleve und Wesel Gerichtstage ab. Die sachliche Zuständigkeit ergibt sich aus dem Sozialgerichtsgesetz.
Auf Landesebene ist das Landessozialgericht Nordrhein-Westfalen in Essen das übergeordnete Gericht. Diesem ist wiederum das Bundessozialgericht in Kassel übergeordnet.

## Präsidenten
- Franz-Josef Steingens (1. Juni 1959 – 30. November 1974)
- Bernhard Pyrzek (21. Mai 1975 – 31. Juli 1990)
- Ulrich Meierkamp (2. Mai 1991 – 30. Juni 1995)
- Albert Stürmer ( 24. Oktober 1995 – 31. Oktober 2009)
- Ulrich Scheer (17. Oktober 2013 – 15. Januar 2020)
- Bernd Gregarek (20. Mai 2020 – 31. Juli 2025)

## Juristen, die am Sozialgericht Duisburg tätig waren
- Udo di Fabio, Richter beim SG Duisburg (1985–1986), Richter des Bundesverfassungsgerichts (1999–2011)
- Ludwig Küster (1961–1965), Richter am Bundessozialgericht (1970–1987)
- Hartwig Balzer (1973–1983), Richter am Bundessozialgericht, ab Mai 2002 Vorsitzender Richter (1989–2010)
- Detlef Baumann (1989–1993), Richter am Bundessozialgericht (1993–2001)
- Markos Uyanik (2009–2018), Richter am Bundessozialgericht seit Juli 2024